# Hieracium adlerzii
Hieracium adlerzii là một loài thực vật có hoa trong họ Cúc. Loài này được Zahn mô tả khoa học đầu tiên năm 1902.